# Ctirad John
Ctirad John (15. srpna 1920 Číčenice – 12. října 2018) byl český imunolog a mikrobiolog, přednášel mikrobiologii a imunologii na 1. LF UK v Praze. Podílel se mj. na vymýcení brucelózy.

## Vzdělání
- gymnázium ve Vodňanech – maturita v roce 1939
- 1939 a 1945–1949 LF UK v Praze
- 1957 CSc.
- 1960 habilitace – obor mikrobiologie a imunologie
- 1987 DrSc.
- 1990 profesor mikrobiologie a imunologie

Po celý život působil v Mikrobiologickém a imunologickém ústavu 1. lékařské fakulty UK. Jeho učitelem byl prof. František Patočka, přátelil se také s filozofem Janem Patočkou. Byl členem Učené společnosti České republiky, do roku 1999 byl přes třicet let (1966–1999) předsedou redakční rady Acta Universitatis Carolinae - Medica – vědecké monografie Karlovy Univerzity vydávané v řadě Acta Universitatis Carolinae (AUC), členem vědecké rady Státního zdravotního ústavu v Praze, v letech 2002–2010 byl členem etické komise Akademie věd České republiky.
Za svůj život byl mnohokrát oceněn – v roce 1985 získal Purkyňovu stříbrnou medaili, v roce 1990 zlatou plaketu Jana Evangelisty Purkyně, v roce 1998 Jubilejní medaili UK a řadu dalších cen a ocenění. Byl zakládajícím členem Učené společnosti ČR (1994). Byl také jmenován Rytířem lékařského stavu.

## Dílo
- K. Nouza, C. John: Imunologie a medicína, Praha : Avicenum 1972 a 76
- K. Nouza, C. John: Imunologie zdraví a nemoci, Praha : Avicenum 1987
- C. John, J. Schindler: Susceptibility of young rats to strains of Brucella varying virulence. J. Hyg. Epid. Micr. Imun. 1, 342/1957/
- C. John, T. Geršl: Parenteral administration of oil as factor stimul. antibody formation. In Mechanisms of Antibody Formation, Praha : Academia 1960

Jeho dětmi jsou publicista a politik Radek John a MUDr. Štěpánka Čapková.